# Mayhem Festival
Le Mayhem Festival est un festival, ou tournée itinérante, de heavy metal qui se déplace annuellement à travers les États-Unis et le Canada de juillet à août. Créé par le fondateur du Vans Warped Tour Kevin Lyman, la première tournée eu lieu en 2008. Le festival est sponsorisé par la boisson énergétique Rockstar Energy.

## Groupe et style musical

### Scènes
La plupart des groupes présents sur la tournée peuvent être classés comme heavy metal, avec plusieurs sous-genres incluant thrash metal, death metal, nu metal, et metalcore. La tournée est divisée en quatre scènes, la main stage, composé généralement des quatre gros noms du festival, la Rotating Main Stage Openers, l'Extreme Stage et la Jägermeister Stage. La Jägermeister Stage accueil est une compétition entre différent groupe plus ou moins connus, le gagnant est alors désigné pour ouvrir la tournée.

### Attractions
Chaque année, le festival accueille sur plusieurs date les Metal Mulisha, regroupement et marque créées par le pilote professionnel de freestyle motocross Brian Deegan, où plusieurs pilote font des acrobaties et divers exploit à motocross. De plus le sponsors principal Rockstar Energy distribue tout au long de la tournée bon nombre de boisson, stickers et autres collector gratuit pour les festivaliers. Enfin la tournée prévoit des rencontres entre les fans et les différents groupes pour des séances d'autographes et de photos. En 2011, Revolver sponsorise la scène en 2011.